# A.P.D. Sangimignano
APD Sangimignano là một câu lạc bộ bóng đá Ý có trụ sở tại San Gimignano, Tuscany. Câu lạc bộ hiện tại thi đấu ở Serie D. Màu sắc của đội là đen và xanh lá cây.